# Économie du Zimbabwe

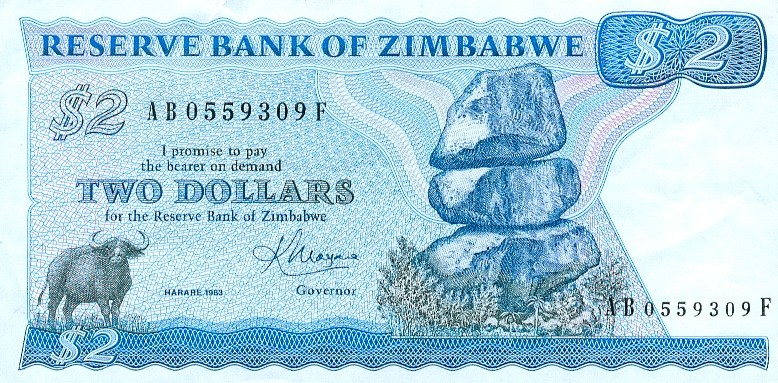
Dollar du Zimbabwe (année 1983)

L'économie du Zimbabwe, bien que possédant d'énormes ressources naturelles et des terres fertiles, fait face à un désastre économique sans précédent depuis son indépendance, en raison de la mauvaise gestion du gouvernement sous la présidence de Robert Mugabe (1987-2017). Fin 2006, un emprunt de 2 milliards de dollars US a été obtenu auprès de la République populaire de Chine. Le pays est depuis 2000 dans un état d'hyperinflation qui, début 2009, ne faiblit pas.
L'abandon du dollar zimbabwéen et l'arrivée d'un gouvernement d'union nationale en 2009 ont entraîné une période de croissance économique positive pour la première fois en une décennie.
En 2021, même si la population s'est appauvrie (40% de taux de pauvreté soit le double par rapport à 2010 et un quart de la population en situation de crise alimentaire), que plusieurs millions de personnes aient été contraintes à émigrer, le Zimbabwe reste la troisième économie d’Afrique australe avec un PIB de 33 Mds USD. Le pays est par ailleurs classé en 150e position en termes d’Indice de Développement Humain (IDH).
Le pays dispose de réserves de chromite de qualité métallurgique. Les autres gisements de minéraux commerciaux comprennent le charbon, l'amiante, le cuivre, le nickel, l'or, le platine et le minerai de fer.

## Histoire
Durant les années qui suivent l'indépendance de l'ex- Rhodésie en 1980, le Zimbabwe est considéré comme l’une des économies les plus développées et les plus riches d'Afrique grâce à ses ressources abondantes et de nombreux atouts : grand rendement de la production industrielle et agricole (notamment le tabac), richesse minière (pierres et métaux précieux, nickel, minerai de fer). Le pays bénéficie alors d’infrastructures et de services publics performants.
La situation économique se dégrade à la fin du XXe siècle, notamment avec la mise en place d'un programme de réforme du président Robert Mugabe qui entraîne une chute drastique de la production et l'augmentation des arriérés de paiements.
Depuis 2000, le Zimbabwe a saisi et redistribué de force la plupart des fermes commerciales appartenant à des Blancs. Les nouveaux occupants, qui comprenaient des citoyens exclusivement noirs et plusieurs membres éminents de l'administration dirigeante de la ZANU-PF, étaient généralement incompétents, inexpérimentés ou peu intéressés par l'agriculture, ce qui les empêchait de conserver la gestion à forte intensité de main-d'œuvre et très efficace des propriétaires terriens précédents. Le manque actuel d'expertise agricole a entraîné de graves pertes à l'exportation et a nui à la confiance des marchés. Les terres non utilisées sont maintenant utilisées par les communautés rurales pratiquant l'agriculture de subsistance. La production de denrées alimentaires de base, comme le maïs, s'est redressée en conséquence - contrairement aux cultures d'exportation typiques comme le tabac et le café. Depuis 2001, plus de trois millions de personnes ont quitté le Zimbabwe à cause de la crise économique. Environ 1,2 million de Zimbabwéens travaillent en Afrique du Sud, notamment dans les mines et l'agriculture.
L'inflation était de 32 % en 1998, 59 % en 1999, 208 % en février 2002, 1 281 % en 2006 et 76 348,8 % en juillet 2007 tandis que le taux de chômage dépasse les 70 % de la population active et qu'il y des pénuries récurrentes de produits de base. L'inflation en janvier 2007 avait atteint 1 593 % en rythme annuel, quelques jours après l'annonce du limogeage du ministre des Finances, Herbert Murerwa, remplacé par Samuel Mumbengegwi,. En janvier 2008, le taux de l'hyperinflation annuel atteint de 100 580,2 % alors que le taux de chômage approche les 80 %. En juillet 2008, le taux d'inflation annuel record s'est élevé officiellement à 231 millions %
Le Zimbabwe a également connu la 30e occurrence d'hyperinflation enregistrée dans l'histoire mondiale.
D'après le site internet www.xe.com, un euro vaut 29,7 milliards de dollars zimbabwéens au 11 juillet 2008. Finalement en avril 2009 le gouvernement décide d'abandonner pour au moins un an le dollar zimbabwéen au profit des monnaies étrangères. Début de 2015, le dollar américain reste la monnaie utilisée.
Les dépenses publiques représentent 29,7 % du PIB. Les entreprises d'État sont fortement subventionnées. Les taxes et les tarifs sont élevés. La réglementation étatique coûte cher aux entreprises. Le démarrage ou la fermeture d'une entreprise est lent et coûteux. Le marché du travail est très réglementé, l'embauche d'un travailleur est lourde et son licenciement est difficile. En 2008, le taux de chômage avait atteint 94 %.
Un rapport publié en 2014 par l'Africa Progress Panel a constaté que, de tous les pays africains examinés pour déterminer combien d'années il faudrait pour doubler le PIB par habitant, c'est le Zimbabwe qui a connu le pire, et qu'à son rythme actuel de développement, il faudrait 190 ans pour que le pays double son PIB par habitant. L'incertitude entourant le programme d'indigénisation, l'absence perçue d'une presse libre, la possibilité d'abandonner le dollar américain comme monnaie officielle et l'incertitude politique après la fin du gouvernement d'unité nationale avec le MDC ainsi que les luttes de pouvoir au sein de la ZANU-PF font craindre une aggravation de la situation économique du pays.
En septembre 2016, le ministre des Finances a identifié " les faibles niveaux de production et le déficit commercial qui en découle, les investissements directs étrangers insignifiants et le manque d'accès aux financements internationaux en raison d'énormes arriérés " comme des causes importantes de la mauvaise performance de l'économie.
Après une nette diminution de l'inflation dans les années 2010, l'inflation remonte à près de 191,6 % en juin 2022 contre environ 60 au début de l'année 2022.

## Agriculture
Le Zimbabwe a produit, en 2018 :

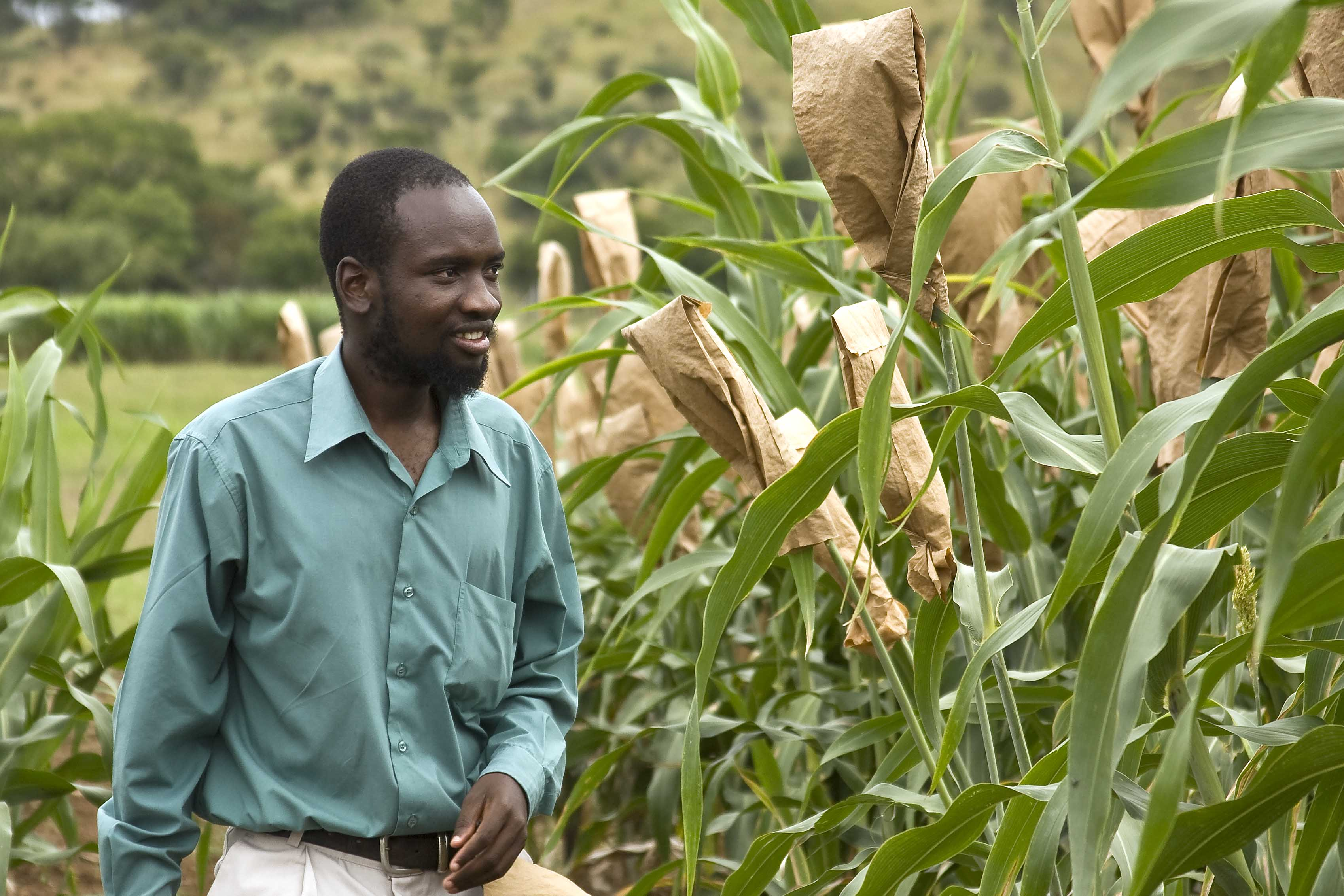
Cultivateur de sorgho inspectant sa plantation, 2011.

- 3,3 millions de tonnes de canne à sucre ;
- 730 000 tonnes de maïs ;
- 256 000 tonnes de manioc ;
- 191 000 tonnes de légume ;
- 132 000 tonnes de tabac (6e producteur mondial) ;
- 106 000 tonnes de banane ;
- 96 000 tonnes de orange ;
- 90 000 tonnes de soja ;
- 80 000 tonnes de sorgho ;
- 60 000 tonnes de pomme de terre ;
- 55 000 tonnes d'orge ;
- 42 000 tonnes d'arachide ;
- 38 000 tonnes de coton, outre de petites productions d'autres produits agricoles[30].

Le secteur de l'agriculture a souffert d’une répartition des terres mal engagée en 1999 et 2000.
En 1996, 4 500 fermiers blancs possédaient encore à cette date environ 30 % des terres cultivables du pays (contre 70 % en 1980) cultivant blé, arachides et tabac et dont le chiffre d'affaires représentait plus de 50 % du PIB. Surnommé le grenier à blé de l'Afrique, le pays participait en tant que fournisseur de denrées au Programme alimentaire mondial (PAM). Depuis 2000, plus de 80 % de ces fermiers ont été expulsés et leurs  terres ont été dépecées ou redistribuées à des hauts dignitaires ou à des populations autochtones. En 2006, seuls 500 habitaient encore le pays.[réf. nécessaire]

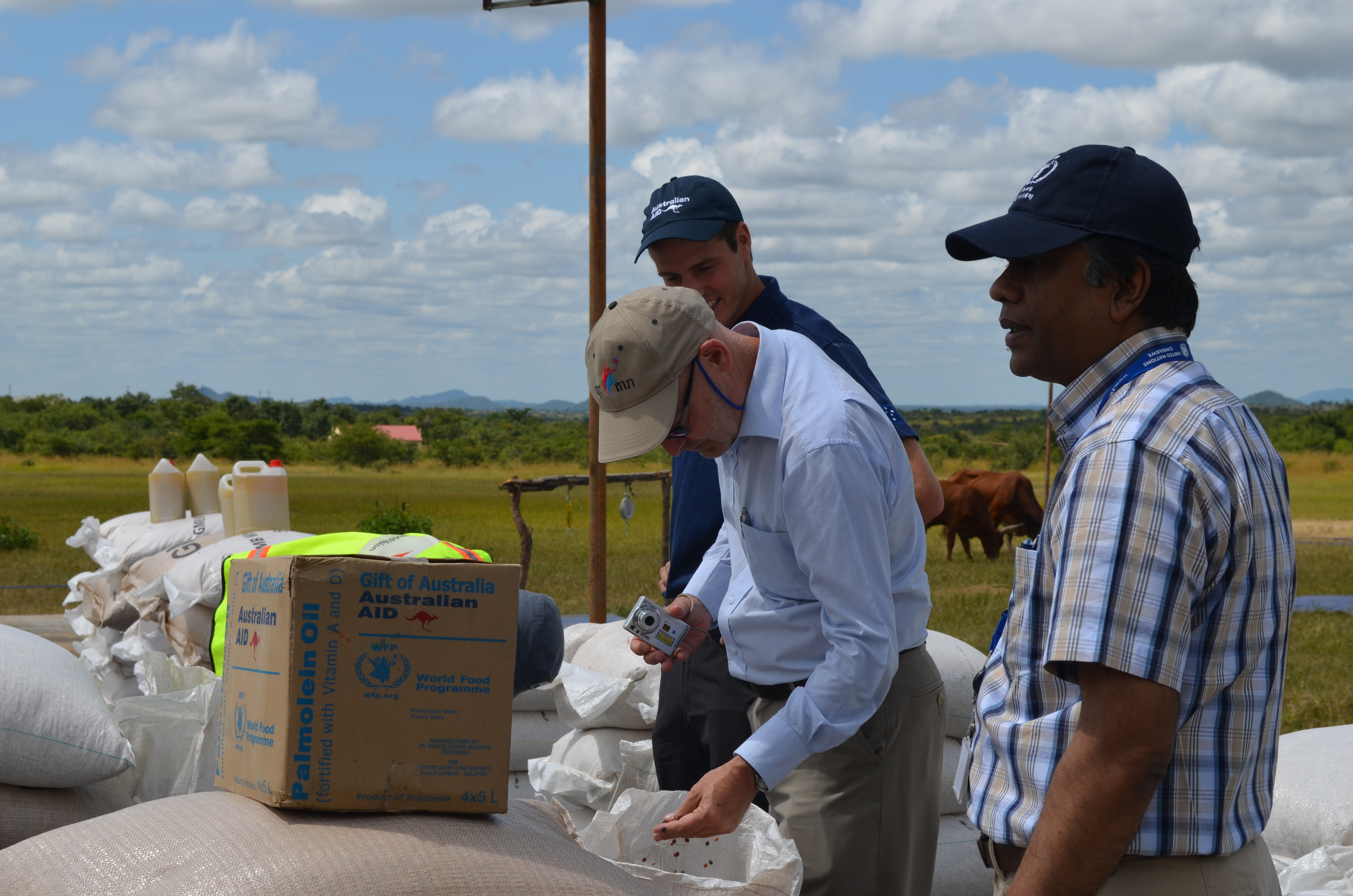
Aide alimentaire en provenance d'Australie, Province Mashonaland central, 2013.

Le Zimbabwe est devenu client du PAM et en 2006, 3 millions de Zimbabwéens soit le quart de la population dépendent de l'aide alimentaire internationale.
L’exportation de coton a rapporté, en 2006, plus de 102 millions de dollars au Zimbabwe, contre 60 millions en 2005. Un total de 80 000 tonnes de coton de qualité supérieure ont été exportées, notamment vers la Chine.

## Mines

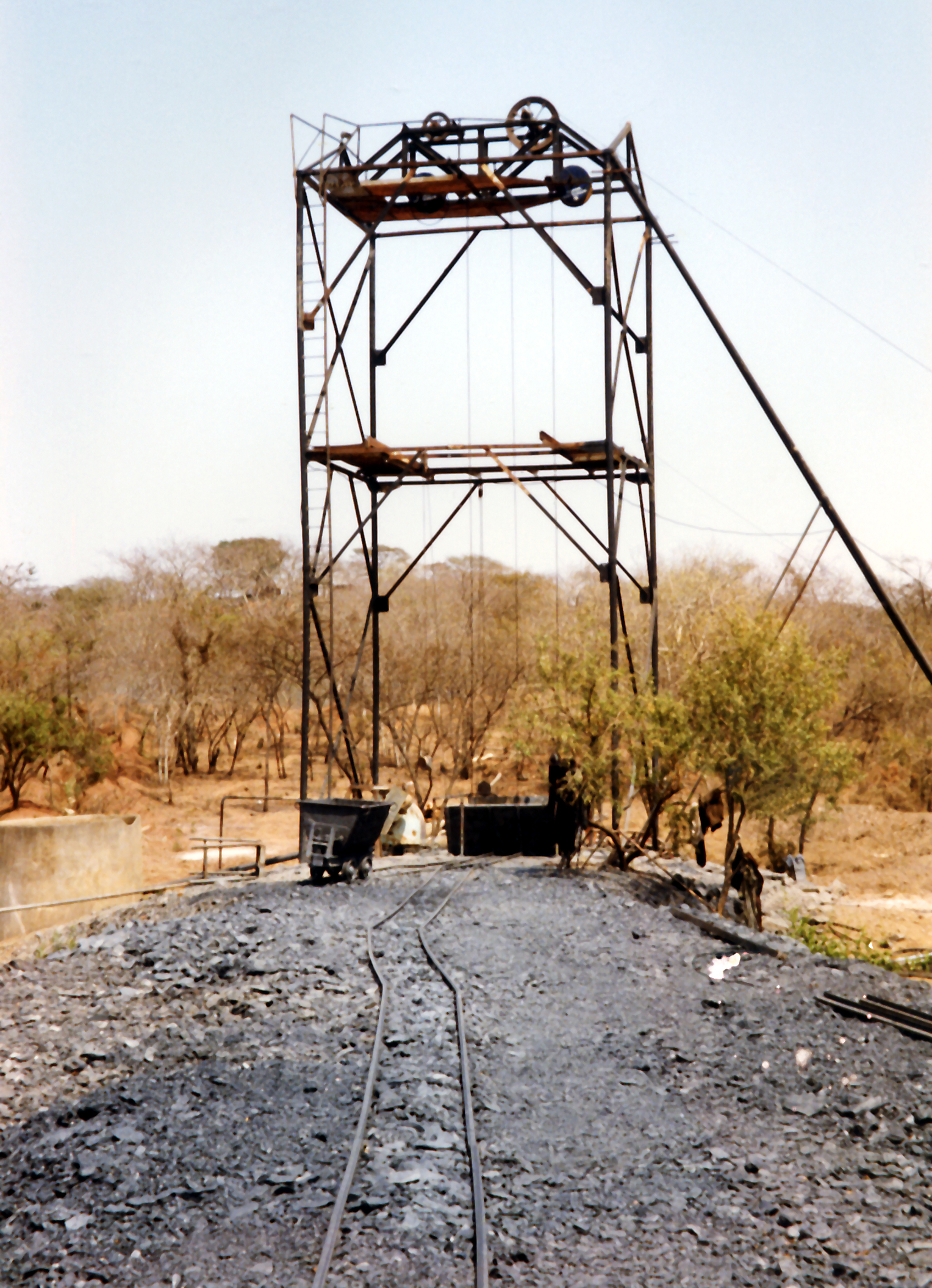
Mine Agincourt, 2013.

Le Zimbabwe dispose des deuxièmes plus grandes réserves de platine du monde, après l'Afrique du Sud et d'importantes mines de diamants.
Les recettes minières du Zimbabwe des dix premiers mois de l'année 2006 ont connu une augmentation de 470 % par rapport à l'année précédente, alors que les quantités exportées ont enregistré une baisse de 6 %.
Cette croissance est particulièrement due à la hausse des cours sur les marchés internationaux.
La Société zimbabwéenne de commercialisation des produits miniers (MMCZ) a indiqué que les recettes minières avaient été de 103 millions de dollars US l'année précédente à la même période.
La platine a énormément contribué à cette augmentation des recettes, avec 123,86 millions de recettes contre 71,96 millions pour la même période l'année d'avant.
La crise économique du Zimbabwe s'est fait sentir dans le secteur minier :
| Production d'or à l'année | kg     |
| ------------------------- | ------ |
| 1998                      | 27,114 |
| 2007                      | 7,017  |

On note énormément d'orpailleurs et de mineurs clandestins (y compris des enfants). Au moins 16 290 laveurs d’or ont été arrêtés au Zimbabwe, et quelque 3,2 kg d’or et 4 876 éclats de diamant ont été saisis sur eux entre novembre et décembre 2006. De nouvelles mines de diamants ont été découvertes à l'est du pays en 2006.

## Énergie
Le pays produit, en 2007, 65 % de son électricité et importe de l'énergie d'Afrique du Sud, du Mozambique et Zambie.

## Tourisme

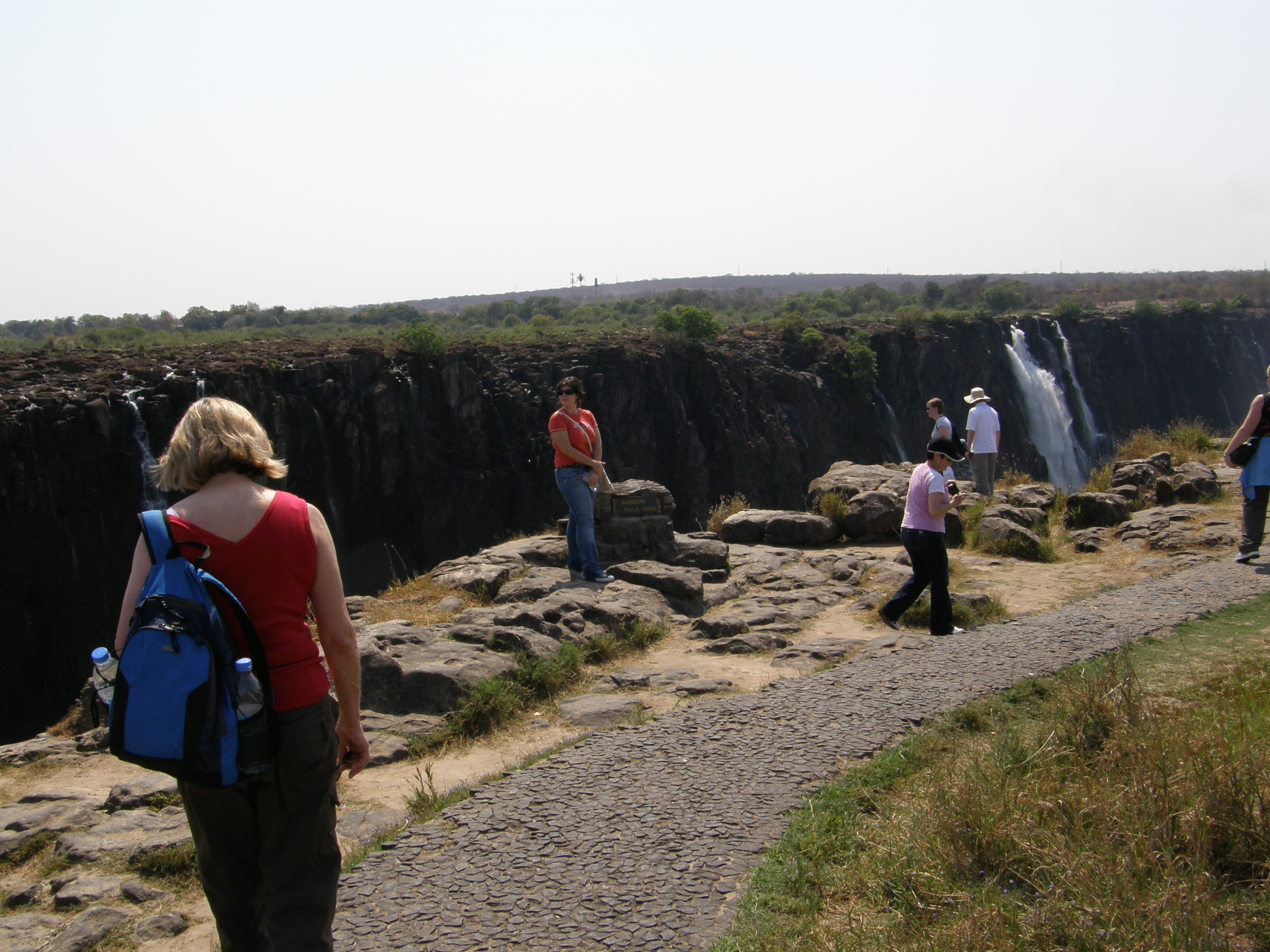
Touristes aux chutes Victoria, 2007.

Le pays dispose de nombreux sites d'intérêts touristiques tant naturels (Chutes Victoria, Parcs nationaux et régionaux tels Hwange, Mana Pools, Matopos, Gonarezhou, Nyanga, Lac Kariba, lac Kyle), qu'historique (Grand Zimbabwe, Khami) et urbains (Bulawayo, Harare).
L’activité touristique au Zimbabwe a enregistré des résultats contrastés durant les années 2000 et 2010 en raison de l'impact des politiques menées par Robert Mugabe contre les fermiers blancs et de la détérioration de ses relations avec le monde anglo-saxon. Les touristes occidentaux ont eu tendance à se limiter alors sur le secteur développé des Chutes Victoria et dans une moindre mesure au lac Kariba et au parc national Hwange.
En 2022, le Zimbabwe aurait attiré 895 338 visiteurs (contre 340.000 en 2021) et généré 672,9 millions de dollars US (soit une hausse de 133 % par rapport à 2021)

## Santé
Le système de santé s'est littéralement effondré.
En 2007 les hôpitaux publics sont dans une situation telle qu'ils ne peuvent même pas acheter des médicaments aussi basiques que des anti-inflammatoires ce qui est dramatique pour cette nation ravagée par le sida.
D'après les estimations d'Onusida, le Zimbabwe affiche le quatrième taux de prévalence du VIH/SIDA le plus élevé au monde : le pays compte 11,5 millions d'habitants et 20,1 % de sa population sexuellement active est séropositive.

## Chine
La Chine est le premier partenaire économique du Zimbabwe : elle achète 28 % de ses exportations et en est le premier investisseur. À partir de 2002, alors que les États-Unis et l'Union européenne frappent le pays de sanctions, la Chine y accroit son influence, avec des prêts et des dons. En 2015, le président Xi Jinping y fait une visite officielle, amorçant un plan de coopération de 5,6 milliards de dollars, notamment dans les mines, les travaux publics et les terres. Sur le plan diplomatique, la Chine bloque toutes les sanctions visant le pays au conseil de sécurité de l'ONU. Historiquement, la Chine avait soutenu le ZANU contre le pouvoir blanc pro-occidental de Ian Smith et l'actuel président Emmerson Mnangagwa a été formé en Chine dans les années 1960, tissant des réseaux qui ont grandi au fil des années.